# Estakada Orląt Lwowskich w Katowicach
Estakada Orląt Lwowskich w Katowicach – konstrukcja mostowa w Katowicach, na styku dwóch dzielnic: Dąb i Załęże oraz w pobliżu osiedla Tysiąclecia, będąca częścią węzła drogowego ul. Brackiej, ul. Chorzowskiej (część DK79), ul. Złotej i Trasy imienia Nikodema i Józefa Renców (część Drogowej Trasy Średnicowej i drogi wojewódzkiej nr 902).
Konstrukcję estakady i węzła drogowego budowano około dwa lata. Estakadę otwarto w sierpniu 2003 roku. Generalnym wykonawcą było przedsiębiorstwo Skanska.
Estakada nad ulicą Bracką ma łączną długość 592 m i 31,12 m szerokości oraz kształt litery „S”, jest to jeden z najbardziej skomplikowanych wykonanych projektów drogowych w Katowicach. W konstrukcji zastosowano technologię budowy ustroju nośnego na rusztowaniach przejezdnych (po raz pierwszy w Polsce). Obiekt składa się z dwóch estakad (północna i południowa, każda z szesnastoma przęsłami różnej szerokości). Dwusłupowe podpory posadowiono na wielkośrednicowych wierconych palach. Podczas budowy zastosowano beton klasy B-60, wbudowano go 34 tys. m³ oraz 1,4 mln kg stali zbrojeniowej i 0,4 mln kg stali sprężającej.
Estakadą w godzinie popołudniowego szczytu przejeżdża średnio 3175 samochodów (90,6% z nich to samochody osobowe). Uchwałą Rady Miasta Katowice nr X/139/11 z 30 maja 2011 roku estakadzie nadano nazwę estakada Orląt Lwowskich. Uchwała weszła w życie 28 lipca 2011 roku.